# Splatterhouse
Splatterhouse est un jeu vidéo d'action de type beat them all développé par Namco, sorti en 1988 sur borne d'arcade. Il a été adapté sur NES en 1989 (Splatterhouse: Wanpaku Graffiti), sur PC-Engine en 1990 et sur FM Towns en 1989. Le jeu présente une thématique horrifique.
Ce jeu a été suivi par Splatterhouse 2 en 1992, Splatterhouse 3 en 1993 et a été l'objet d'un remake en 2010.

## Synopsis
Le joueur prend le contrôle de Rick, un étudiant en parapsychologie qui, à la suite d'un orage, se réfugie avec sa fiancée dans un manoir abandonné.
Alors qu'ils entrent tous deux dans le manoir, un cri se fait entendre, Jennifer disparait et Rick meurt. C'est alors qu'un ancien masque, connu sous le nom de « Terror Mask », le ressuscite et le possède tout en le métamorphosant.
Rick, de nouveau en vie, va devoir affronter seul les dangers du manoir pour tenter de sauver sa bien-aimée.
Malheureusement, alors qu'il vient de retrouver Jennifer, Rick découvre que celle-ci est possédée par un monstre que Rick est forcé de tuer et qui sert de boss au niveau 5. Jennifer meurt dans ses bras et Rick, après avoir détruit le cœur du manoir (qui était vivant), s'enfuit de la bâtisse en flamme sans avoir pu sauver Jennifer.

## Système de jeu
Le joueur dirige le personnage qui est vu de profil (scrolling horizontal). Le Terror Mask ressemble beaucoup, dans la version arcade notamment, à un masque de hockey.
Le jeu se base sur un système simple. Côté déplacement, le joueur peut déplacer Rick vers la droite et la gauche, sauter et se baisser.
Pour l'offensive, Rick peut donner des coups de poing lorsqu'il est debout et des coups de pied lorsqu'il saute ou est accroupi.
Une manipulation des boutons permet de donner un coup de pied glissant (Sliding Kick).
Dans les différents niveaux, certaines armes sont disponibles. Lorsqu'elles sont ramassées (en se baissant), elles remplacent les coups de poing. Cependant ces armes ne sont utilisables que dans des zones délimitées par le jeu.
En voici quelques-unes :
- 2-by-4 : une planche de bois de la taille d'un bâton qui possède l'avantage de frapper les monstres à bonne distance.
- Cleaver : une feuille de boucher qui dispose d'une portée moins grande que le 2-by-4.
- Fusil : le fusil à pompe peut tirer huit fois de suite. Certainement la meilleure arme du jeu, mais elle est plus que rare et doit être utilisée à bon escient.

## Description
Le jeu se caractérise par une ambiance très gore, des décors très glauques et des monstres qui meurent de façon violente. On voit des personnes mortes, ou à demi dévorées, baignant dans leur sang, dans certaines salles des viscères sont éparpillées sur le sol ou sur les murs, des monstres répandent des gerbes de liquide verdâtre lorsqu'on les tue, etc.
L'ambiance est bien mise en avant, notamment grâce aux monstres qui disposent d'une originalité graphique rarement vue à l'époque.
Apparemment[réf. souhaitée], les développeurs se sont inspirés du film Vendredi 13. Le héros de Splatterhouse ressemble beaucoup à Jason Voorhees, le tueur psychopathe du film Vendredi 13.
Une rumeur[réf. nécessaire] dit que Namco s'est fortement inspiré de ce personnage après n'avoir pas obtenu les droits d'exploitation du personnage de Jason.
Splatterhouse fut l'un des premiers jeux à recevoir une interdiction de jouer aux moins de 16 ans, à cause de sa violence et la présence d'images satanistes dans le jeu (l'un des Boss étant une croix à l'envers : symbole de l'Antéchrist). Il s'agit aussi du premier jeu ouvertement orienté horreur (littérature) bien avant la série des Resident Evil, Silent Hill ou encore Alone in the Dark.
La version arcade est de loin la plus aboutie. Les graphismes sont très beaux pour l'époque, les sons et la musiques collent bien à l'ensemble. La version TurboGraphx est certainement la moins réussie, le jeu perdant beaucoup de ses détails sur ce support.

## Conversions
Le jeu connait plusieurs conversions après sa sortie sur arcade en 1988 :
- NES (version Splatterhouse: Wanpaku Graffiti, 1989). Version du jeu en super deformed, différente de l'originale sur de nombreux points, sortie seulement au Japon lors de sa sortie initiale, puis sorti en Occident dans la compilation Namco Museum Archivers Volume 1 en 2020.
- PC-Engine (1990)
- FM Towns (1992)